# Candies
Candies (キャンディーズ) a fost un celebru trio pop japonez, care a activat între 1973 și 1978. În ciuda popularității, acesta a fost desființat, ultimul concert fiind un hit mare, cu o asistență de 55.000 de spectatori. Acesta a fost difuzat și la televiziune, rata de vizionare fiind de 32%.

## Discografie

### Albume
| #  | Titlu                                                                      | Data lansării |
| -- | -------------------------------------------------------------------------- | ------------- |
| 1  | Anata ni Muchū ~Uchiki na Candies~ (あなたに夢中〜内気なキャンディーズ〜?) | 1973-12-05    |
| 2  | Abunai Doyōbi ~Candies no Sekai~ (危ない土曜日〜キャンディーズの世界〜?)   | 1974-06-21    |
| 3  | Namida no Kisetsu (なみだの季節?)                                          | 1974-12-10    |
| 4  | Toshishita no Otoko no Ko (年下の男の子?)                                  | 1975-04-21    |
| 5  | Sono Ki ni Sasenaide (その気にさせないで?)                                 | 1975-10-01    |
| 6  | CANDIES' CARNIVAL FOR 10000 PEOPLE                                         | 1975-12-21    |
| 7  | Haru Ichiban (春一番?)                                                     | 1976-04-01    |
| 8  | Natsu ga Kita! (夏が来た!?)                                                | 1976-07-21    |
| 9  | Candies Live (キャンディーズ・ライブ?)                                     | 1976-12-05    |
| 10 | Candies 1½ Yasashii Akuma (キャンディーズ 1 1/2 やさしい悪魔?)             | 1977-04-21    |
| 11 | CANDY LABEL                                                                | 1977-09-01    |
| 12 | CANDIES 1676 DAYS                                                          | 1977-12-05    |
| 13 | Sōshunfu (早春譜 Early Spring Music?)                                      | 1978-03-21    |
| 14 | FINAL CARNIVAL Plus ONE                                                    | 1978-05-21    |

### Single-uri
Nu sunt videoclipuri pe YouTube.

Vocal (centru) : Sue (1,2,3,4) Ran (5,6,7,8,9,10,11,12,13,14,15,17,18) Miki (16)
|    | Titlu                                                   | An   |
| -- | ------------------------------------------------------- | ---- |
| 1  | Anata ni Muchū (あなたに夢中?)                          | 1973 |
| 2  | Soyokaze no Kuchizuke (そよ風のくちづけ?)               | 1974 |
| 3  | Abunai Doyōbi (危い土曜日?)                             | 1974 |
| 4  | Namida no Kisetsu (なみだの季節?)                       | 1974 |
| 5  | Toshishita no Otoko no Ko (年下の男の子?)               | 1975 |
| 6  | Uchiki na Aitsu (内気なあいつ?)                         | 1975 |
| 7  | Sono Ki ni Sasenaide (その気にさせないで?)              | 1975 |
| 8  | Heart no Ace ga Detekonai (ハートのエースが出てこない?) | 1975 |
| 9  | Haru Ichiban (春一番?)                                  | 1976 |
| 10 | Natsu ga Kita! (夏が来た!?)                             | 1976 |
| 11 | Heart Dorobō (ハート泥棒?)                              | 1976 |
| 12 | Aishū no Symphony (哀愁のシンフォニー?)                 | 1976 |
| 13 | Yasashii Akuma (やさしい悪魔?)                          | 1977 |
| 14 | Shochū Omimai Mōshiagemasu (暑中お見舞い申し上げます?)  | 1977 |
| 15 | Un Deux Trois (アン・ドゥ・トロワ?)                     | 1977 |
| 16 | Wana (わな?)                                            | 1977 |
| 17 | Hohoemi Gaeshi (微笑がえし?)                            | 1978 |
| 18 | Tsubasa (つばさ?)                                       | 1978 |

### Video
|   | Titlu                                     | Mod     |
| - | ----------------------------------------- | ------- |
| 1 | Candies Forever (1978 Final Carnival)     | DVD     |
| 2 | Candies Treasure (1977-1978 Live)         | DVD     |
| 3 | Candies Treasure VOL.1 (1977 Live)        | Blu-ray |
| 4 | Candies Treasure VOL.2 (1977 Live)        | Blu-ray |
| 5 | Candies Treasure VOL.3 (1978 Live)        | Blu-ray |
| 6 | Candies Treasure VOL.4 (TV Live)          | Blu-ray |
| 7 | The Final Carnival (The Complete Version) | DVD     |